# 橫斑漁鴞
橫斑漁鴞（學名：Scotopelia peli）是鴟鴞科斑漁鴞屬下的貓頭鷹。牠們分布於非洲撒哈拉以南多個地區的森林或有大型樹木的水域附近，體長約55—61公分，翼展150—153公分，是斑漁鴞屬下最大的物種。沒有亞種分化。
橫斑漁鴞全身薑褐色的帶斑點或條紋羽毛，及沒有耳冠的圓滑頭部和長而鬆散的羽毛是其特徵。牠們身上沒有其他貓頭鷹通常會有的鬚狀羽毛，因此其飛行較大聲也是一種可辨認的特徵。牠們主要以鬍鯰屬的魚類為食，並主要在夜間活動，白天時躲在樹蔭中休息。捕捉獵物時，牠們會從水面上方約1—2米的高處以視覺伏擊覓食。牠們的繁殖期主要集中在乾季，每次產1—2枚白色的蛋。孵化期約為32—33天，由雌鳥孵化、雄鳥餵食。並在68—70天大離巢，約15個月後性成熟。牠們會利用叫聲溝通、求偶或宣示領域，並可遠播3公里外的地方。
因其分佈相當廣泛，即使數量趨勢有所下降仍難以進入易危的標準，《國際自然保護聯盟瀕危物種紅色名錄》將其歸類為無危物種。

## 物種分類與命名
屬名Scotopelia源自希臘文skotos，意為黑暗、陰暗。:351而屬名後半的部分-pelia以及種小名peli則取自夏爾·呂西安·波拿巴於1850年首次正式描述的「Pel's Fishing Owl」（源自康拉德·雅各·特明克手稿中的Strix peli），Pel指的是於1840—1850年擔任荷屬黃金海岸（現今迦納）州長的亨德里克·塞維里努斯·佩爾，他於1851年首次描述這種鳥類。:295該模式標本出自迦納的阿散蒂大區內。
此物種曾被提議另立兩個亞種，分別為在衣索比亞的S. p. salvagoraggii和在肯亞的S. p. fischeri，但現今被視為是同物異名，是沒有亞種分化的單型種。

## 形態描述

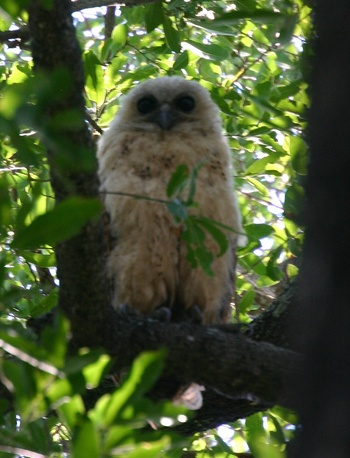
橫斑漁鴞幼鳥

體長51—61公分，雌性體重2055—2325公克之間，翼展150—153公分，是體型最大的斑漁鴞屬成員。鳥喙平均寬18.1公釐、長25公釐；翼長平均長40.3公分；跗骨平均長70.9公釐；尾長平均21.7公分。
橫斑漁鴞全身具薑褐色的羽毛，並在上半身有灰暗的條紋狀斑紋，這些條紋跟斑點的形狀跟分佈有相當大的個體差異，可能會具有白化或黑化的羽毛變化。下半身羽毛多呈淡紅褐色至暗黃色之間，並在尖端呈深褐色的圓形斑點。這種斑紋在水面反射的晃動光線下具有很好的偽裝效果。其頭部相當大且蓬鬆，上面有一些長而鬆散的紅褐色羽毛，沒有耳羽冠而顯得頭部圓滾。眼睛虹膜是很深的黑褐色，鳥喙黑色，基部灰色，面盤是輪廓不明顯的紅褐色。灰色也沒有其他貓頭鷹的翅膀前緣上會有的鬚狀羽毛，因此飛行時聲音較大。牠們具有獨特長有許多鋒利小刺的無毛腳趾和強壯的拱形灰色爪子，有助於抓住滑溜的獵物。其羽毛防水性相當良好而不會在捕食時被弄濕。雌雄的羽毛顏色相似，但雌鳥有時顏色會較淡。
羽毛出生時是白色的絨毛。幼鳥在過渡期的羽毛頭及背側是沒有斑紋的白色帶暗黃色調；其餘部分的羽毛與成鳥相似，但顏色較淡，也較無紅褐色調。初次換完全羽的幼鳥顏色較淡，但十個月大的幼鳥羽毛就開始與成鳥相似。
牠們可能會與同屬並有棲地重疊的棕漁鴞或矛斑漁鴞相近而搞混，但棕漁鴞體型較小且體色較亮，眼睛顏色也是較亮的褐色。而矛斑漁鴞也是體型較小，其喙是黃色的，且其胸上的斑紋明顯較密集於腹部的斑紋。

## 分佈與棲息地
牠們分散於撒哈拉以南的零碎區域。包含塞內甘比亞東部地區到貝南、奈及利亞向南跨越剛果盆地和中部非洲到波札那、莫三比克和南非東部一帶；也分佈於蘇丹東南部、南蘇丹北部、衣索比亞、索馬利亞南部、肯亞和坦尚尼亞等地，當中包含塞拉利昂、幾內亞等地。馬利南部、布吉納法索和尼日南部也可能有少許的個體分佈。最主要分佈在中非地區的大河流域。從海平面到海拔1700公尺高的地方皆有機會發現牠們。
橫斑漁鴞棲息在多年生森林或次生林的低地水域附近，包含河流邊緣、沼澤、湖泊、河口、紅樹林、河中的小島上等；偏好具有大型樹冠遮蓋的大型樹木。在部分高密度區域如波札那，可在沿著60公里的河流旁發現23個領域；而在南非川斯瓦省的克魯格國家公園的萊武布河}上，18公里的長度可遇見5—8對的橫斑漁鴞。

## 習性

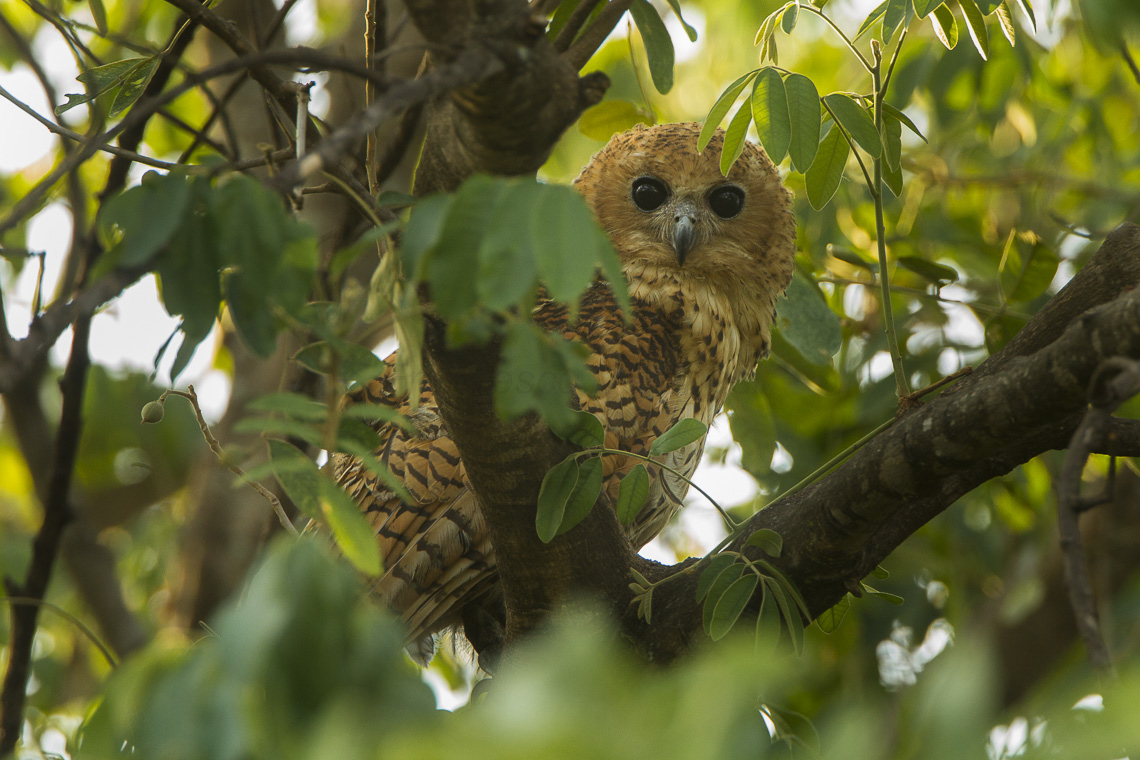
藏於樹中的橫斑漁鴞，攝於馬拉威

牠們大多是定居性的，但若水資源缺乏還是可能會被迫進行一定程度的遷徙。在馬拉威的橫斑漁鴞也可能會局部性的移動。其生性相當隱蔽，在白天大多會在陰涼的棲息地休息，習慣躲藏於樹中而很少被人看到。

### 食性
主要是魚食性，以鬍鯰屬塘虱為主。並也會食用魮屬魚類、鱤脂鯉、虎魚、青蛙、螃蟹、貽貝或大型昆蟲。通常獵物的重量會在100—200公克之間，但最大可至2000公克。曾有觀察到橫斑漁鴞捕食一隻長達55公分、七個月大的幼年尼羅鱷。在南非，牠們多以細歧鬚鱨屬的魚類為食。在某些情況下牠們也會食用其他鳥類，但圈養的橫斑漁鴞就算是正在飢餓，也不會去吃鳥肉。
牠們多在晚間捕食，但偶爾會在日間活動。捕食時，牠們會站在懸崖峭壁上或懸於水面的樹枝上以視覺觀察水面波動，並從離水面1—2公尺高的地方俯衝或滑翔下來，伸展腿部捕捉在淺水區域的獵物。牠們會先吃掉魚的頭部，而不吃魚身的部分。並也可能在靠近沙洲的淺水中覓食。排泄物呈黃色，當乾燥時會碎裂，其尺寸長40公釐、寬20公釐。

### 繁殖
橫斑漁鴞行一夫一妻制，繁殖季多落於水位較低而獵物集中的10—6月之間，2—4月達到高峰。繁殖期時，在族群密度高的領域會較小，巢與巢之間距離可能僅不到250—300公尺，但仍具有強烈的領域性，例如牠們會驅趕路過的吼海鵰。鳥巢築於離地3—12公尺高的樹洞或數條樹枝組成的中空結構中，不加任何墊料（但枯葉或樹皮碎片仍可能飛入洞內），並距離水源200公尺內。若有入侵者要侵入巢穴，雌性會表演一種從樹枝上掉落、並在下面的枝葉間邊掙扎邊叫裝作受傷的誘敵行為，誘使其離開巢穴以保護巢中幼鳥或蛋。
每窩生1—2顆白色的卵，卵平均長62.5公釐、寬52.1公釐、重85公克，在32—33天後孵化。孵化後的幼鳥有時會帶白色絨毛，重60—70公克，由雌鳥照顧餵食，雄鳥負責獵食，但通常僅一隻幼鳥最後能成功離巢。在68—70天後離巢，此時重量約1400—1700公克，並在父母的領域內再待上6—9個月後才完全獨立，並在15個月齡左右性成熟。這種較長的照顧時間經常使牠們在隔年時不會再次繁殖。

### 叫聲
雄鳥多在凌晨時分，鼓其喉嚨跟胸部發出有力的低沉號角聲「hoooommmm-hut」，該聲音可傳播至3公里遠的地方。而雌鳥則可能以較高音的「hoot-oot」回應，這種追隨的叫聲因在其繁殖季時最容易被聽見而被認為是求偶的聲音。這聲音同時也是一種宣示領域的叫聲，會引來附近其他鄰近領域同類的回應。
雌鳥跟較大的幼鳥乞求食物時會有「wheeoouu」的聲音，而較小的幼鳥則是啾啾聲居多。在旱季時，牠們可能會發出類似紅臉地犀鳥的轟鳴聲「hoom-hoom-hoom」示意其他接近的同種。裝作受傷時，則會發出尖銳的顫音。

## 威脅與保護狀況
牠們容易受到當地水資源的增減影響，乾旱會嚴重干擾其正常生活方式；有時候甚至使其被迫放棄當年的繁殖或者使許多幼鳥餓死。在人為因素的方面，河岸植被的破壞、水汙染、水壩建設和淤積所導致的棲息地損失可能會對橫斑漁鴞產生不良的影響而數量下降，剛獨立的幼鳥可能難以找到適合的河流區域來建立領域。
其總體數量目前不明，但在2021年的估計中約有52.8萬隻，而其數量趨勢初步估計正在下降中。在波札那的奧卡凡哥三角洲上約有100對橫斑漁鴞；而在南非則估計不到500對。
因其分佈範圍相當廣大，因此難以符合易危物種的標準，故《國際自然保護聯盟瀕危物種紅色名錄》將其劃為無危物種。而《瀕臨絕種野生動植物國際貿易公約》將橫斑漁鴞及所有鴞形目物種列入附錄二內。
在南非，橫斑漁鴞同灰頸鷺鴇、猛鵰、凹嘴鸛、紅臉地犀鳥與縐臉兀鷲被組成一種稱為「Big6」的組別，是當地的旗艦種，具有觀光業上的經濟潛力。

## 外部連結
- 维基共享资源上的相關多媒體資源：橫斑漁鴞
- 維基物種上的相關：橫斑漁鴞
- Xeno-canto上的橫斑漁鴞聲音紀錄 （页面存档备份，存于）